# ЗСУ-57-2
ЗСУ-57-2 је самоходно противавионско оруђе са 2 топа калибра 57 mm, оригинално произведено у Совјетском Савезу. Развијено је 1950—их година и било је прво совјетско самоходно противавионско оруђе које је ушло у употребу послије Другог свјетског рата. Може се сматрати насљедником претходног самоходног ПАВ оруђа ЗСУ-37.
Шасија самохотке је била олакшана верзија шасије тенка Т-54, са тањим оклопом и великом куполом са отвореним горњим дијелом. Са тиме је добијен већи снага/тежина однос од Т-54 тенка, што је омогућило возилу већу брзину и покретљивост по земљишту.
Практична брзина гађања је око 70 граната у минути, а празне чауре су избациване у челичну мрежу на задњем дијелу куполе преко покретне траке.
Возило је извезено у земље Варшавског пакта, Африке и Блиског истока. Учествовало је у многим ратним операцијама.
Возило има укупно 300 граната за топове. Највећи хоризонтални домет је 12 km, вертикални 8.8 km. Ефикасни вертикални домет је 4.5 km, а за циљеве на земљи ефикасни хоризонтални домет је 4 km. Противоклопна граната је у стању да пробије 110 mm оклопа на даљини од 500 m под углом од 90 степени.

## Особине
- Земља: СССР
- Посада: 6
- Тежина: 28100
- Димензије:
  - Дужина: 8.48 m
  - Ширина: 3.27 m
  - Висина: 2.75
- Радијус: 420
- Наоружање: два 57 mm противавионска топа
- Погонска група: Један В-54 дизел-мотор, 12 цилиндара, са 520 КС (388 kW)

## Перформансе
- највећа брзина по путу: 50
- савлађује водену препреку до: 1.4
- савлађује вертикалну препреку до: 0.8
- савлађује ров до: 2.7